# Park Narodowy „Podolskie Tołtry”
Park Narodowy „Podolskie Tołtry” (ukr. Національний природний парк «Подільські Товтри», Nacionalnyj pryrodnyj park „Podilśki Towtry”) – narodowy park przyrodniczy położony na Podolu w zachodniej Ukrainie, na terenie obwodu chmielnickiego. Utworzony dekretem Prezydenta Ukrainy 27 czerwca 1996 roku, jest jednym z największych parków narodowych w kraju pod względem powierzchni (2613,16 km²). Park chroni unikalne geologiczne i ekologiczne walory pasma wzgórz Tołtry – pozostałości dawnej rafy barierowej Morza Sarmackiego – oraz malowniczych kanionów rzek, w tym Dniestru.

## Historia
Park został utworzony 27 czerwca 1996 roku na mocy dekretu Prezydenta Ukrainy nr 474/96. Celem jego powołania było zachowanie, odtworzenie i racjonalne wykorzystanie naturalnych oraz historyczno-kulturowych kompleksów i obiektów Podola, które posiadają wysoką wartość przyrodniczą, naukową, historyczną, kulturową, estetyczną i rekreacyjną.

## Geografia i geologia
Park obejmuje rozległy obszar 261 521 hektarów (2615,21 km²) w obwodzie chmielnickim, na terenie rejonów kamienieckiego, chełmieckiego i gródeckiego.
Najbardziej charakterystycznym elementem geologicznym parku jest pasmo wzgórz Tołtry (zwane też Miodoborami). Jest to unikalna w skali światowej struktura – skamieniała rafa barierowa sprzed 15-20 milionów lat (miocen), powstała wzdłuż wybrzeża ciepłego Morza Sarmackiego. Pasmo zbudowane jest głównie z wapieni organogenicznych (szczątków mszywiołów, koralowców, mięczaków, wieloszczetów i glonów).
Park obejmuje również głęboko wcięte, malownicze kaniony rzek, z których największy jest kanion rzeki Dniestr. Inne znaczące rzeki tworzące kaniony lub doliny na terenie parku to Smotrycz, Zbrucz, Uszyca oraz Żwanczyk. Występują tu liczne zjawiska krasowe, w tym jaskinie m.in. jaskinia Atlantyda z bogatą szatą naciekową).

## Flora
Szata roślinna parku jest niezwykle bogata – stwierdzono tu występowanie ponad 1700 gatunków roślin naczyniowych, co wynika z różnorodności siedlisk (skały wapienne, stepy, lasy, doliny rzeczne). Lasy (głównie dębowe, grabowe i bukowe) zajmują ok. 15-20% powierzchni. Szczególnie cenne są zbiorowiska stepowe i murawy kserotermiczne na wapiennych zboczach Tołtrów. Około 60 gatunków roślin wpisanych jest do Czerwonej Księgi Ukrainy, a wiele z nich to endemity Podola. Na liście gatunków, które nie znajdują się w Czerwonej Księdze, a wymagają ochrony na terenie parku, znajdują się 93 gatunki. Należą do nich m.in.: tojad wiechowaty, tojad dzióbaty, czosnek podolski, migdałowiec niski, zawilec gajowy.

## Fauna
Fauna parku jest również bardzo bogata. obejmuje ponad 300 gatunków kręgowców, w tym 71 gatunków ssaków, 223 gatunki ptaków, 10 gatunków gadów, 11 gatunków płazów i 51 gatunków ryb). Spośród nich około 50 gatunków zostało wpisanych do Czerwonej Księgi Ukrainy w tym m.in.: 15 gatunków nietoperzy (nocek duży, mopek zachodni, podkowiec mały), puchacz, sowa błotna, rybołów, kania czarna, orlik krzykliwy, orlik grubodzioby, kumak górski.

## Dziedzictwo kulturowe i turystyka
Oprócz walorów przyrodniczych, park posiada również znaczące zasoby historyczno-kulturowe. Na jego terenie znajduje się ponad 300 obiektów dziedzictwa historycznego i kulturowego, w tym stanowiska archeologiczne (np. pozostałości osad kultury trypolskiej), grodziska z czasów Rusi Kijowskiej, ruiny zamków oraz zabytki architektury sakralnej. W bezpośrednim sąsiedztwie parku leży miasto Kamieniec Podolski ze słynną twierdzą.
Park został uznany za jeden z Siedmiu Naturalnych Cudów Ukrainy. Park oferuje możliwości turystyki pieszej, rowerowej, wodnej oraz uzdrowiskowej.

## Ochrona i cele
Głównymi celami parku są:
- Ochrona unikalnych ekosystemów pasma Tołtrów i dolin rzecznych.
- Zachowanie różnorodności biologicznej, w tym gatunków rzadkich i zagrożonych.
- Prowadzenie badań naukowych.
- Edukacja przyrodnicza i ekologiczna.
- Rozwój zrównoważonej turystyki i rekreacji.

Parkiem zarządza dedykowana administracja z siedzibą w Kamieńcu Podolskim, podległa Ministerstwu Ochrony Środowiska i Zasobów Naturalnych Ukrainy.